# 波爾科維采縣

51°50′N 16°05′E / 51.833°N 16.083°E
波爾科維采縣（波蘭語：Powiat polkowicki），是波蘭的縣份，位於該國西南部，由下西里西亞省負責管轄，首府設於波爾科維采，面積780平方公里，2009年人口61,622，人口密度每平方公里79人。